# Cédric Bakambu
Cédric Bakambu (Ivry-sur-Seine, 11 aprile 1991) è un calciatore francese naturalizzato congolese (Repubblica Democratica del Congo), attaccante del Betis e della nazionale congolese.

## Caratteristiche tecniche
È un attaccante veloce e completo, in grado di svariare su tutto il fronte d'attacco, agisce prevalentemente da prima punta, ma può giocare anche da seconda, fa della velocità e del dinamismo le sue caratteristiche principali, abile finalizzatore.

## Carriera

### Club

#### Sochaux
Nato a Vitry-sur-Seine, nella Valle della Marna, Bakambu inizia la propria carriera nelle file dell'US Ivry all'età di 10 anni, per poi trasferirsi al Sochaux quattro anni dopo.
Il 1º maggio 2010 disputa la finale di Coupe Gambardella e segna un gol allo Stade de France, ma il Sochaux perde per 4-3 dopo i tiri di rigore. In precedenza l'attaccante aveva realizzato una doppietta nella vittoria contro il Metz in semifinale (4-3 il risultato complessivo).
Esordisce in Ligue 1 con il Souchaux il 7 agosto 2010 contro l'Arles-Avignon, sostituendo all'83º minuto di gioco Modibo Maïga allo Stade Auguste Bonal (vittoria per 2-1 del Souchaux). A settembre firma il suo primo contratto da professionista con il club, sottoscrivendo un accordo di tre anni, con scadenza nel giugno 2013.
Il 17 settembre 2011 Bakambu segna il suo primo gol da professionista, quello del provvisorio 1-1 sul campo del Lilla (2-2 il finale), undici minuti dopo essere entrato in campo al posto di Carlāo. Un anno e nove mesi dopo torna al gol realizzando la marcatura della vittoria per 3-2 contro l'Évian TG nel terzo turno della Coupe de la Ligue, dopo esser subentrato al 66º minuto di gioco a King Osanga.
Nella Ligue 1 2013-2014, conclusasi con la retrocessione della sua squadra in Ligue 2, segna 7 gol in 31 presenze. Si segnala la doppietta in casa contro lo Stade Rennais F.C. (2-1). L'allenatore Hervé Renard lo impiega anche sull'ala destra del campo, perché ritiene che debba ancora maturare prima di essere schierato come centravanti. Il 23 marzo 2014 è espulso per fallo di mano sul campo del A.S. Saint-Étienne, vittorioso per 2-1.

#### Bursaspor

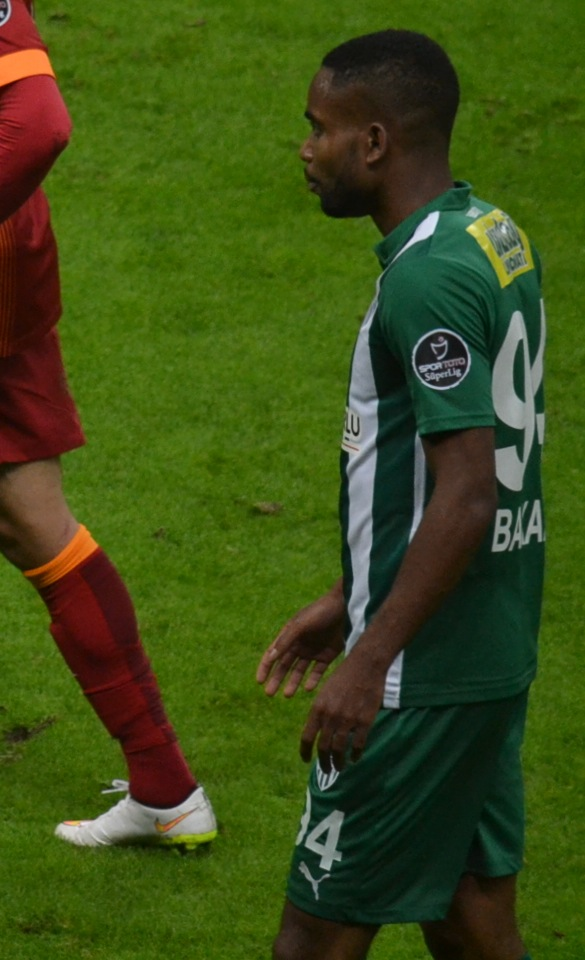
Bakambu con la maglia del Bursaspor nel 2015.

Il 1º settembre 2014 Bakambu lascia la Francia e firma un contratto di quattro anni per un compenso di 800.000 euro a stagione con i turchi del Bursaspor, che esborsano 1,8 milioni di euro per assicurarsi le sue prestazioni. Esordisce in Süper Lig dodici giorni dopo, sostituendo Ozan İpek al 55º minuto della sfida vinta per 2-1 in casa del Gençlerbirliği S.K.. Il 19 ottobre segna il primo gol con la nuova maglia (2-2 contro l'Eskişehirspor allo Bursa Atatürk) e sei giorni più tardi realizza una tripletta contro il Balıkesirspor, battuto per 5-0 in trasferta. In 27 presenze in Süper Lig 2014-2015 segna 13 gol.
In Coppa di Turchia segna 8 gol in 12 partite fino alla finale. Si segnalano le triplette contro il Mersin İdmanyurdu (5-0, 27 gennaio) e il Fatih Karagümrük S.K. (3-0, 5 febbraio), ambedue nella fase a gruppi L'8 agosto scende in campo con il Bursaspor nella partita che assegna la Supercoppa di Turchia, vinta dal Galatasaray SK.

#### Villarreal

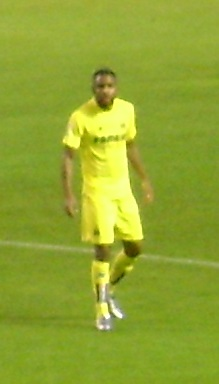
Bakambu con la maglia del Villarreal nel 2015.

Il 19 agosto 2015 si trasferisce al Villarreal per circa 7,5 milioni di euro, firmando un contratto quinquennale.
Esordisce nella Primera División il 23 agosto, sostituendo Léo Baptistão al 61' di gioco della partita pareggiata per 1-1 in casa del Real Betis. Il 28 agosto sostituisce lo stesso calciatore e segna due gol nei minuti conclusivi di Villarreal-Espanyol 3-1 al Madrigal.
Il 17 settembre fa il proprio debutto nelle coppe europee, entrando in campo nello Stadio Ernst Happel di Vienna contro il Rapid nel corso della partita persa per 2-1 dal Villarreal e valida per la fase a gironi della UEFA Europa League 2015-2016. Il 22 ottobre segna i primi gol nella competizione, una doppietta nella partita vinta per 4–0 in casa contro la Dinamo Minsk. Il 10 marzo 2016 segna due gol contro il Bayer Leverkusen nell'andata degli ottavi di finale (2-0 il risultato complessivo). Si ripete ai quarti di finale, segnando due volte sia nella partita di andata sia in quella di ritorno contro lo Sparta Praga (vittorie per 2-1 in Spagna e 4-2 in Repubblica Ceca). Il 17 gennaio 2018 si svincola dal club spagnolo pagando l'importo della clausola rescissoria.

#### Bejing Guoan
Il 1º marzo si trasferisce al Beijing Guoan, club della massima serie cinese, per circa 75 milioni di euro, di cui 40 da corrispondere agli spagnoli e 34 come tasse al governo cinese, cifra che fa di Bakambu il calciatore africano più pagato nella storia del calcio in quel momento (fino all'acquisto di Nicolas Pépé da parte dell'Arsenal), per un costo complessivo di 94 milioni di euro. Realizza il primo gol con il Bejing Guoan alla seconda presenza, nell'aprile 2018, nella vittoria per 2-1 contro lo Jiangsu Suning. Nella prima stagione cinese vince la coppa nazionale. Il 9 aprile 2019 realizza una tripletta nella fase a gironi della AFC Champions League, nella partita vinta 3-1 in trasferta contro i thailandesi del Buriram United. Con 14 reti, si laurea capocannoniere del campionato cinese del 2020.

#### Olympique Marsiglia e Olympiakos
Il 13 gennaio 2022, fa ritorno in Europa, firmando per l'Olympique Marsiglia, un contratto valido fino al 30 giugno 2024. Segna nella sua prima apparizione con il club, dopo essere entrato in campo dalla panchina nella vittoria per 2-0 sul Lens.
Il 16 settembre 2022 si accorda con l'Olympiakos, dove in una stagione realizza 18 reti.

#### Al-Nasr e Galatasaray
Il 1º Luglio 2023 viene acquistato dal club emiratino dell'Al-Nasr, tuttavia dopo meno di un mese, il 22 luglio dello stesso anno, viene acquistato a titolo definitivo dal Galatasaray.

### Nazionale
Compie quasi tutta la trafila nelle nazionali giovanili francesi, dall'Under-18 sino all'Under-20. Nel marzo 2015 sceglie di rappresentare la Repubblica Democratica del Congo, rispondendo così alla chiamata del commissario Tecnico Florent Ibengé. Debutta ufficialmente con la Repubblica Democratica del Congo il 9 giugno seguente, in amichevole contro il Camerun, dove gioca da titolare per 80 minuti, partita terminata sul punteggio di 1-1.

## Statistiche

### Presenze e reti nei club
Statistiche aggiornate al 12 marzo 2025.
| Stagione                   | Squadra                    | Campionato                 | Campionato | Campionato | Coppe nazionali | Coppe nazionali | Coppe nazionali | Coppe continentali | Coppe continentali | Coppe continentali | Altre coppe | Altre coppe | Altre coppe | Totale | Totale |
| Stagione                   | Squadra                    | Comp                       | Pres       | Reti       | Comp            | Pres            | Reti            | Comp               | Pres               | Reti               | Comp        | Pres        | Reti        | Pres   | Reti   |
| -------------------------- | -------------------------- | -------------------------- | ---------- | ---------- | --------------- | --------------- | --------------- | ------------------ | ------------------ | ------------------ | ----------- | ----------- | ----------- | ------ | ------ |
| 2010-2011                  | Sochaux                    | L1                         | 9          | 0          | CF+CdL          | 2+0             | 0               | -                  | -                  | -                  | -           | -           | -           | 11     | 0      |
| 2011-2012                  | Sochaux                    | L1                         | 21         | 3          | CF+CdL          | 1+1             | 0               | -                  | -                  | -                  | -           | -           | -           | 23     | 3      |
| 2012-2013                  | Sochaux                    | L1                         | 33         | 8          | CF+CdL          | 3+2             | 1+2             | -                  | -                  | -                  | -           | -           | -           | 38     | 11     |
| 2013-2014                  | Sochaux                    | L1                         | 31         | 7          | CF+CdL          | 2+2             | 0               | -                  | -                  | -                  | -           | -           | -           | 35     | 7      |
| Totale Sochaux             | Totale Sochaux             | Totale Sochaux             | 94         | 18         |                 | 13              | 3               |                    | -                  | -                  |             | -           | -           | 107    | 21     |
| 2014-2015                  | Bursaspor                  | SL                         | 27         | 13         | TK              | 12              | 8               | -                  | -                  | -                  | -           | -           | -           | 39     | 21     |
| ago. 2015                  | Bursaspor                  | SL                         | 0          | 0          | TK              | 0               | 0               | -                  | -                  | -                  | ST          | 1           | 0           | 1      | 0      |
| Totale Bursaspor           | Totale Bursaspor           | Totale Bursaspor           | 27         | 13         |                 | 12              | 8               |                    | -                  | -                  |             | 1           | 0           | 40     | 21     |
| ago. 2015-2016             | Villarreal                 | PD                         | 34         | 12         | CR              | 3               | 1               | UEL                | 13                 | 9                  | -           | -           | -           | 50     | 22     |
| 2016-2017                  | Villarreal                 | PD                         | 26         | 11         | CR              | 1               | 1               | UCL+UEL            | 0+7                | 0                  | -           | -           | -           | 34     | 12     |
| 2017-gen. 2018             | Villarreal                 | PD                         | 15         | 9          | CR              | 1               | 2               | UEL                | 5                  | 3                  | -           | -           | -           | 21     | 14     |
| Totale Villarreal          | Totale Villarreal          | Totale Villarreal          | 75         | 32         |                 | 5               | 4               |                    | 25                 | 12                 |             | -           | -           | 105    | 48     |
| 2018                       | Beijing Guoan              | CSL                        | 23         | 19         | CC              | 5               | 4               | -                  | -                  | -                  | -           | -           | -           | 28     | 23     |
| 2019                       | Beijing Guoan              | CSL                        | 16         | 10         | CC              | 3               | 3               | ACL                | 6                  | 3                  | SC          | 1           | 0           | 26     | 16     |
| 2020                       | Beijing Guoan              | CSL                        | 14+5       | 11+3       | CC              | 0               | 0               | ACL                | 1                  | 0                  | -           | -           | -           | 20     | 14     |
| 2021                       | Beijing Guoan              | CSL                        | 13         | 5          | CC              | 0               | 0               | ACL                | 0                  | 0                  | -           | -           | -           | 13     | 5      |
| Totale Beijing Guoan       | Totale Beijing Guoan       | Totale Beijing Guoan       | 71         | 48         |                 | 8               | 7               |                    | 7                  | 3                  |             | 1           | 0           | 87     | 58     |
| gen.-giu. 2022             | Olympique Marsiglia        | L1                         | 12         | 4          | CF              | 2               | 0               | UECL               | 7                  | 0                  | -           | -           | -           | 21     | 4      |
| ago.-set. 2022             | Olympique Marsiglia        | L1                         | 3          | 0          | CF              | 0               | 0               | UCL                | 0                  | 0                  | -           | -           | -           | 3      | 0      |
| Totale Olympique Marsiglia | Totale Olympique Marsiglia | Totale Olympique Marsiglia | 15         | 4          |                 | 2               | 0               |                    | 7                  | 0                  |             | -           | -           | 24     | 4      |
| set. 2022-2023             | Olympiacos                 | SL                         | 22+10      | 13+5       | CG              | 5               | 0               | UEL                | 0                  | 0                  | -           | -           | -           | 37     | 18     |
| 2023-feb. 2024             | Galatasaray                | SL                         | 10         | 1          | CT              | 0               | 0               | UCL                | 6                  | 1                  | ST          | 0           | 0           | 16     | 2      |
| feb.-giu. 2024             | Betis                      | PD                         | 4          | 0          | CR              | -               | -               | UECL               | 1                  | 1                  | -           | -           | -           | 5      | 1      |
| 2024-2025                  | Betis                      | PD                         | 20         | 2          | CR              | 3               | 1               | UECL               | 11                 | 7                  | -           | -           | -           | 34     | 10     |
| Totale Betis               | Totale Betis               | Totale Betis               | 24         | 2          |                 | 3               | 1               |                    | 12                 | 8                  |             | -           | -           | 39     | 11     |
| Totale carriera            | Totale carriera            | Totale carriera            | 348        | 136        |                 | 48              | 23              |                    | 57                 | 24                 |             | 2           | 0           | 455    | 183    |

### Cronologia presenze e reti in nazionale
| Cronologia completa delle presenze e delle reti in nazionale ― RD del Congo | Cronologia completa delle presenze e delle reti in nazionale ― RD del Congo | Cronologia completa delle presenze e delle reti in nazionale ― RD del Congo | Cronologia completa delle presenze e delle reti in nazionale ― RD del Congo | Cronologia completa delle presenze e delle reti in nazionale ― RD del Congo | Cronologia completa delle presenze e delle reti in nazionale ― RD del Congo | Cronologia completa delle presenze e delle reti in nazionale ― RD del Congo | Cronologia completa delle presenze e delle reti in nazionale ― RD del Congo |
| Data                                                                        | Città                                                                       | In casa                                                                     | Risultato                                                                   | Ospiti                                                                      | Competizione                                                                | Reti                                                                        | Note                                                                        |
| --------------------------------------------------------------------------- | --------------------------------------------------------------------------- | --------------------------------------------------------------------------- | --------------------------------------------------------------------------- | --------------------------------------------------------------------------- | --------------------------------------------------------------------------- | --------------------------------------------------------------------------- | --------------------------------------------------------------------------- |
| 9-6-2015                                                                    | Mons                                                                        | RD del Congo                                                                | 1 – 1                                                                       | Camerun                                                                     | Amichevole                                                                  | -                                                                           | 80’                                                                         |
| 6-9-2015                                                                    | Bangui                                                                      | Rep. Centrafricana                                                          | 2 – 0                                                                       | RD del Congo                                                                | Qual. Coppa d'Africa 2017                                                   | -                                                                           |                                                                             |
| 12-11-2015                                                                  | Bujumbura                                                                   | Burundi                                                                     | 2 – 3                                                                       | RD del Congo                                                                | Qual. Mondiali 2018                                                         | -                                                                           |                                                                             |
| 15-11-2015                                                                  | Kinshasa                                                                    | RD del Congo                                                                | 2 – 2                                                                       | Burundi                                                                     | Qual. Mondiali 2018                                                         | -                                                                           | 73’                                                                         |
| 26-3-2016                                                                   | Kinshasa                                                                    | RD del Congo                                                                | 2 – 1                                                                       | Angola                                                                      | Qual. Coppa d'Africa 2017                                                   | 1                                                                           | 81’                                                                         |
| 29-3-2016                                                                   | Luanda                                                                      | Angola                                                                      | 0 – 2                                                                       | RD del Congo                                                                | Qual. Coppa d'Africa 2017                                                   | -                                                                           | 88’                                                                         |
| 25-5-2016                                                                   | Como                                                                        | RD del Congo                                                                | 1 – 1                                                                       | Romania                                                                     | Amichevole                                                                  | -                                                                           |                                                                             |
| 5-6-2016                                                                    | Mahajanga                                                                   | Madagascar                                                                  | 1 – 6                                                                       | RD del Congo                                                                | Qual. Coppa d'Africa 2017                                                   | 2                                                                           |                                                                             |
| 8-10-2016                                                                   | Kinshasa                                                                    | RD del Congo                                                                | 4 – 0                                                                       | Libia                                                                       | Qual. Mondiali 2018                                                         | -                                                                           | 77’                                                                         |
| 5-1-2017                                                                    | Yaoundé                                                                     | Camerun                                                                     | 2 – 0                                                                       | RD del Congo                                                                | Amichevole                                                                  | -                                                                           | 74’                                                                         |
| 16-1-2017                                                                   | Oyem                                                                        | RD del Congo                                                                | 1 – 0                                                                       | Marocco                                                                     | Coppa d'Africa 2017 - 1º turno                                              | -                                                                           | 77’                                                                         |
| 29-1-2017                                                                   | Oyem                                                                        | RD del Congo                                                                | 1 – 2                                                                       | Ghana                                                                       | Coppa d'Africa 2017 - Quarti di finale                                      | -                                                                           | 83’                                                                         |
| 10-6-2017                                                                   | Kinshasa                                                                    | RD del Congo                                                                | 3 – 1                                                                       | Rep. del Congo                                                              | Qual. Coppa d'Africa 2019                                                   | 2                                                                           | 79’                                                                         |
| 1-9-2017                                                                    | Radès                                                                       | Tunisia                                                                     | 2 – 1                                                                       | RD del Congo                                                                | Qual. Mondiali 2018                                                         | 1                                                                           |                                                                             |
| 5-9-2017                                                                    | Kinshasa                                                                    | RD del Congo                                                                | 2 – 2                                                                       | Tunisia                                                                     | Qual. Mondiali 2018                                                         | -                                                                           |                                                                             |
| 7-10-2017                                                                   | Monastir                                                                    | Libia                                                                       | 1 – 2                                                                       | RD del Congo                                                                | Qual. Mondiali 2018                                                         | 1                                                                           | 81’ 83’                                                                     |
| 13-10-2018                                                                  | Harare                                                                      | RD del Congo                                                                | 1 – 2                                                                       | Zimbabwe                                                                    | Qual. Coppa d'Africa 2019                                                   | -                                                                           |                                                                             |
| 16-10-2018                                                                  | Harare                                                                      | Zimbabwe                                                                    | 1 – 1                                                                       | RD del Congo                                                                | Qual. Coppa d'Africa 2019                                                   | -                                                                           |                                                                             |
| 24-3-2019                                                                   | Kinshasa                                                                    | RD del Congo                                                                | 1 – 0                                                                       | Liberia                                                                     | Qual. Coppa d'Africa 2019                                                   | 1                                                                           |                                                                             |
| 9-6-2019                                                                    | Marbella                                                                    | RD del Congo                                                                | 0 – 0                                                                       | Burkina Faso                                                                | Amichevole                                                                  | -                                                                           | 63’                                                                         |
| 15-6-2019                                                                   | Madrid                                                                      | RD del Congo                                                                | 1 – 1                                                                       | Kenya                                                                       | Amichevole                                                                  | -                                                                           | 73’                                                                         |
| 22-6-2019                                                                   | Il Cairo                                                                    | RD del Congo                                                                | 0 – 2                                                                       | Uganda                                                                      | Coppa d'Africa 2019 - 1º turno                                              | -                                                                           |                                                                             |
| 26-6-2019                                                                   | Il Cairo                                                                    | Egitto                                                                      | 2 – 0                                                                       | RD del Congo                                                                | Coppa d'Africa 2019 - 1º turno                                              | -                                                                           |                                                                             |
| 30-6-2019                                                                   | Il Cairo                                                                    | Zimbabwe                                                                    | 0 – 4                                                                       | RD del Congo                                                                | Coppa d'Africa 2019 - 1º turno                                              | 2                                                                           |                                                                             |
| 7-7-2019                                                                    | Alessandria d'Egitto                                                        | Madagascar                                                                  | 2 – 2 dts (4 – 2 dtr)                                                       | RD del Congo                                                                | Coppa d'Africa 2019 - Ottavi di finale                                      | 1                                                                           |                                                                             |
| 10-10-2019                                                                  | Blida                                                                       | Algeria                                                                     | 1 – 1                                                                       | RD del Congo                                                                | Amichevole                                                                  | 1                                                                           |                                                                             |
| 13-10-2019                                                                  | Amiens                                                                      | Costa d'Avorio                                                              | 3 – 1                                                                       | RD del Congo                                                                | Amichevole                                                                  | -                                                                           | 49’                                                                         |
| 14-11-2019                                                                  | Kinshasa                                                                    | RD del Congo                                                                | 0 – 0                                                                       | Gabon                                                                       | Qual. Coppa d'Africa 2021                                                   | -                                                                           |                                                                             |
| 18-11-2019                                                                  | Bakau                                                                       | Gambia                                                                      | 2 – 2                                                                       | RD del Congo                                                                | Qual. Coppa d'Africa 2021                                                   | 1                                                                           | 45+3’                                                                       |
| 14-11-2020                                                                  | Kinshasa                                                                    | RD del Congo                                                                | 0 – 0                                                                       | Angola                                                                      | Qual. Coppa d'Africa 2021                                                   | -                                                                           | 46’                                                                         |
| 17-11-2020                                                                  | Luanda                                                                      | Angola                                                                      | 0 – 1                                                                       | RD del Congo                                                                | Qual. Coppa d'Africa 2021                                                   | -                                                                           | 87’                                                                         |
| 5-6-2021                                                                    | Tunisi                                                                      | Tunisia                                                                     | 1 – 0                                                                       | RD del Congo                                                                | Amichevole                                                                  | -                                                                           |                                                                             |
| 2-9-2021                                                                    | Lubumbashi                                                                  | RD del Congo                                                                | 1 – 1                                                                       | Tanzania                                                                    | Qual. Mondiali 2022                                                         | -                                                                           |                                                                             |
| 6-9-2021                                                                    | Cotonou                                                                     | Benin                                                                       | 1 – 1                                                                       | RD del Congo                                                                | Qual. Mondiali 2022                                                         | -                                                                           | 79’                                                                         |
| 7-10-2021                                                                   | Rabat                                                                       | RD del Congo                                                                | 2 – 0                                                                       | Madagascar                                                                  | Qual. Mondiali 2022                                                         | -                                                                           | 59’                                                                         |
| 10-10-2021                                                                  | Antananarivo                                                                | Madagascar                                                                  | 1 – 0                                                                       | RD del Congo                                                                | Qual. Mondiali 2022                                                         | -                                                                           |                                                                             |
| 11-11-2021                                                                  | Dar es Salaam                                                               | Tanzania                                                                    | 0 – 3                                                                       | RD del Congo                                                                | Qual. Mondiali 2022                                                         | -                                                                           | 75’                                                                         |
| 14-11-2021                                                                  | Kinshasa                                                                    | RD del Congo                                                                | 2 – 0                                                                       | Benin                                                                       | Qual. Mondiali 2022                                                         | -                                                                           | 77’                                                                         |
| 25-3-2022                                                                   | Kinshasa                                                                    | RD del Congo                                                                | 1 – 1                                                                       | Marocco                                                                     | Qual. Mondiali 2022                                                         | -                                                                           | 88’                                                                         |
| 29-3-2022                                                                   | Casablanca                                                                  | Marocco                                                                     | 4 – 1                                                                       | RD del Congo                                                                | Qual. Mondiali 2022                                                         | -                                                                           | 85’                                                                         |
| 24-3-2023                                                                   | Lubumbashi                                                                  | RD del Congo                                                                | 3 – 1                                                                       | Mauritania                                                                  | Qual. Coppa d'Africa 2023                                                   | 1                                                                           | 88’                                                                         |
| 28-3-2023                                                                   | Nouakchott                                                                  | Mauritania                                                                  | 1 – 1                                                                       | RD del Congo                                                                | Qual. Coppa d'Africa 2023                                                   | 1                                                                           | 51’, 59’                                                                    |
| 9-9-2023                                                                    | Kinshasa                                                                    | RD del Congo                                                                | 2 – 0                                                                       | Sudan                                                                       | Qual. Coppa d'Africa 2023                                                   | -                                                                           | 82’                                                                         |
| 13-10-2023                                                                  | Murcia                                                                      | Nuova Zelanda                                                               | 1 – 1                                                                       | RD del Congo                                                                | Amichevole                                                                  | 1                                                                           | 77’                                                                         |
| 15-11-2023                                                                  | Kinshasa                                                                    | RD del Congo                                                                | 2 – 0                                                                       | Mauritania                                                                  | Qual. Mondiali 2026                                                         | -                                                                           | 84’                                                                         |
| 19-11-2023                                                                  | Bengasi                                                                     | Sudan                                                                       | 1 – 0                                                                       | RD del Congo                                                                | Qual. Mondiali 2026                                                         | -                                                                           | 70’                                                                         |
| 8-6-2025                                                                    | Orléans                                                                     | RD del Congo                                                                | 3 – 1                                                                       | Madagascar                                                                  | Amichevole                                                                  | -                                                                           | 86’                                                                         |
| 17-1-2024                                                                   | San-Pédro                                                                   | RD del Congo                                                                | 1 – 1                                                                       | Zambia                                                                      | Coppa d'Africa 2023 - 1º turno                                              | -                                                                           | 81’                                                                         |
| 21-1-2024                                                                   | San-Pédro                                                                   | Marocco                                                                     | 1 – 1                                                                       | RD del Congo                                                                | Coppa d'Africa 2023 - 1º turno                                              | -                                                                           | 52’                                                                         |
| 24-1-2024                                                                   | Korhogo                                                                     | Tanzania                                                                    | 0 – 0                                                                       | RD del Congo                                                                | Coppa d'Africa 2023 - 1º turno                                              | -                                                                           | 68’                                                                         |
| 28-1-2024                                                                   | San-Pedro                                                                   | Egitto                                                                      | 1 – 1 dts (7 - 8 dtr)                                                       | RD del Congo                                                                | Coppa d'Africa 2023 - Ottavi di finale                                      | -                                                                           | 65’                                                                         |
| 2-2-2024                                                                    | Abidjan                                                                     | RD del Congo                                                                | 3 – 1                                                                       | Guinea                                                                      | Coppa d'Africa 2023 - Quarti di finale                                      | -                                                                           | 72’                                                                         |
| 7-2-2024                                                                    | Abidjan                                                                     | Costa d'Avorio                                                              | 1 – 0                                                                       | RD del Congo                                                                | Coppa d'Africa 2023 - Semifinale                                            | -                                                                           | 69’                                                                         |
| 10-2-2024                                                                   | Abidjan                                                                     | Sudafrica                                                                   | 0 – 0 (6 – 5 dtr)                                                           | RD del Congo                                                                | Coppa d'Africa 2023 - Finale 3º posto                                       | -                                                                           | 79’                                                                         |
| 21-3-2025                                                                   | Kinshasa                                                                    | RD del Congo                                                                | 1 – 0                                                                       | Sudan del Sud                                                               | Qual. Mondiali 2026                                                         | -                                                                           | 79’                                                                         |
| 25-3-2025                                                                   | Nouakchott                                                                  | Mauritania                                                                  | 0 – 2                                                                       | RD del Congo                                                                | Qual. Mondiali 2026                                                         | -                                                                           | 67’                                                                         |
| 5-6-2025                                                                    | Orléans                                                                     | RD del Congo                                                                | 1 – 0                                                                       | Mali                                                                        | Amichevole                                                                  | -                                                                           | 70’                                                                         |
| Totale                                                                      |                                                                             | Presenze (4º posto)                                                         | 57                                                                          |                                                                             | Reti (2º posto)                                                             | 16                                                                          |                                                                             |

## Palmarès

### Club
- Coppa di Cina: 1

Beijing Guoan: 2018

### Nazionale
- Campionato d'Europa Under-19: 1

2010

### Individuale
- Capocannoniere della coppa di Turchia: 1

2014-2015 (8 reti)
- Squadra della stagione della UEFA Europa League: 1

2015-2016
- Capocannoniere del campionato cinese: 1

2020 (14 reti)
- Capocannoniere del campionato greco: 1

2022-2023 (18 reti)